# Viktor Sanějev
Viktor Danilovič Sanějev (gruzínsky: ვიქტორ სანეევი, rusky: Виктор Данилович Санеев; 3. října 1945, Suchumi, Gruzínská SSR – 3. ledna 2022, Sydney, Austrálie) byl sovětský atlet gruzínské národnosti, který se věnoval trojskoku.
Je dvojnásobným mistrem Evropy a šestinásobným halovým mistrem Evropy. Na světové letní univerziádě v Turíně 1970 získal zlatou o tři roky později v Moskvě stříbrnou medaili. Třikrát vytvořil v trojskoku světový rekord.

## Letní olympijské hry
Čtyřikrát se zúčastnil letních olympijských her, třikrát v řadě získal zlatou medaili. Poprvé reprezentoval na olympiádě v Ciudad de México 1968, kde padlo v trojskoku celkem pět světových rekordů. První předvedl již v kvalifikaci Ital Giuseppe Gentile, výkonem 17,10 m. Ve finále navíc Ital vlastní rekord vylepšil v první sérii na 17,22 m. Sanějev ve třetí sérii překonal rekord o jeden cm. Další světový rekord vytvořil Brazilec Nelson Prudêncio, který skočil v páté sérii do vzdálenosti 17,27 m. V poslední, šesté sérii však Sanějev Brazilcův rekord z prvního místa světových tabulek vymazal, když skočil 17,39 m. Rekord překonal v roce 1971 Kubánec Pedro Pérez o jediný centimetr.
V Mnichově 1972 zvítězil podruhé (17,35 m). Stříbrný Jörg Drehmel z Německé demokratické republiky skočil o čtyři cm méně. V témže roce vytvořil nový světový rekord, když 17. října skočil v rodném Suchumi 17,44 m. Třetí zlatou medaili v řadě vybojoval na letních hrách v Montrealu 1976. Stříbro získal za výkon 17,18 m Američan James Butts. Na olympiádě v Moskvě 1980 získal stříbrnou medaili, když čtvrtá zlatá v řadě mu nakonec unikla o jedenáct centimetrů. Zlato vybojoval sovětský atlet estonské národnosti Jaak Uudmäe.
Čtyři zlaté medaile v řadě v jedné atletické disciplíně na olympijských hrách získali jen Carl Lewis (skok daleký) a Al Oerter (hod diskem).
| Olympijské hry | Místo konání             | Umístění | Výkon   |
| -------------- | ------------------------ | -------- | ------- |
| LOH 1968       | Ciudad de México, Mexiko | 1.       | 17,39 m |
| LOH 1972       | Mnichov, NSR             | 1.       | 17,35 m |
| LOH 1976       | Montreal, Kanada         | 1.       | 17,29 m |
| LOH 1980       | Moskva, Sovětský svaz    | 2.       | 17,24 m |

## Světové rekordy
- 17,23 m – 17. října 1968; Ciudad de México, Mexiko
- 17,39 m – 17. října 1968; Ciudad de México, Mexiko
- 17,44 m – 17. října 1972; Suchumi, SSSR[1]

## Vyznamenání
- Prezidentský řád znamenitosti – Gruzie, 2018[4]